# Ed, Edd și Eddy (sezonul 6)
Al șaselea sezon din serialul Ed, Edd și Eddy este compus din 2 de episoade și a fost pentru prima dată difuzat în 29 iunie 2008 pe Cartoon Network. Seria se desfășoară în jurul a trei adolescenți cunoscuți ca „Ezii”, care-și duc viața printr-un cartier suburban cul-de-sac. Neoficial conduși de Eddy, cei trei Ezi tot încearcă să scoată bani ducându-i de nas pe ceilalți copii pentru a-și cumpăra ceea ce le place cel mai mult: sfarmă-fălci. De cele mai multe ori planul lor eșuează, sfârșind în situații stânjenitoare. Al șaselea sezon a fost comandat de Cartoon Network împreună cu cel de-al cincilea sezon și trei episoade speciale de sărbători, prelungind contractul care inițial prevedea ca cel de-al patrulea sezon să fie și ultimul al seriei. Primele patru sezoane aveau loc în vacanța de vară, iar cele noi în timpul școlii: al cincilea toamna iar al șaselea în timpul iernii. 
Deși seria trebuia să ajungă la 78 de jumătăți de episoade, s-au produs doar două, care au fost difuzate în 29 iunie 2008. Sezonul a fost amânat pentru că echipa de producție de la a.k.a. Cartoon condusă de Antonucci a vrut să se concentreze pe filmul Ed, Edd și Eddy - Marele Show, care avea să fie și cel care pune punct seriei celei mai difuzate pe Cartoon Network și totodată cea mai difuzată serie de desene animate americane până în prezent. Din 6 aprilie 2012 seria este redifuzată în cadrul programului Cartoon Planet.

## Episoadele
În descrierea episoadelor apare titlul tradus în limba română de studioul de dublaj.
| Titlu | Regizat de      | Scenariști                                     | Povestea                            | Durata     | Data difuzării |
| --- | --------------- | ---------------------------------------------- | ----------------------------------- | ---------- | -------------- |
| "May I Have This Ed?" | Danny Antonucci | Danny Antonucci & Stacy Warnick                | Sabrina Alberghetti & Raven Molisee | 11 minutes | 29 iunie 2008  |
| Îmi acordați acest Ed?: Gimnaziul Peach Creek susține un concurs de dans: în timp ce Dublu D nu este prea încântat de idee, Eddy este foarte nerăbdător. Ezii se antrenează cu ajutorul sfaturilor din cărți. La dans, toți băieții și fetele se află în părțile opuse ale camerei, cu May fiind singura pe ringul de dans. Vine și Sarah împreună cu partenerul ei de dans, Jimmy. Ezii, la costum și cu păr facial fals, își arată intenția de a dansa, dar încercarea lor este sortită eșecului (deși Dublu D reușește să danseze cu Nazz iar Ed se alege cu numărul de telefon al lui Wilfred, porcul lui Rolf) cu școala fiind în totalitate distrusă. Ezii sunt singurii care reușesc să scape și care observă cum școala se prăbușește. |                 |                                                |                                     |            |                |
| "Look Before You Ed" | Danny Antonucci | Danny Antonucci, Rachel Connor & Stacy Warnick | Steve Garcia & Scott Underwood      | 11 minute  | 29 iunie 2008  |
| Uită-te înainte să Ed: Pentru că mulți copii se rănesc iarna, Dublu D decide să formeze un club de siguranță. Deși Eddy nu este de-acord, Jimmy îl susține și ajută pe Dublu D. După ce clubul său eșuează, Jimmy părăsește clubul și își formează propriul club, „Owie Go Kapowee”. Și acesta este ignorat, așa că el, Sarah și Nazz merg la Sarah acasă pentru niște ciocolată caldă, în timp ce Jimmy i-a prins pe Ezi într-o cușcă făcută din gheață și un container de gunoi. Episodul se termină cu Ezii „lingându-și calea spre ieșire” prin gheață. Notă: Episodul a fost realizat în memoria lui Paul Boyd. |                 |                                                |                                     |            |                |